# Traci Dinwiddie

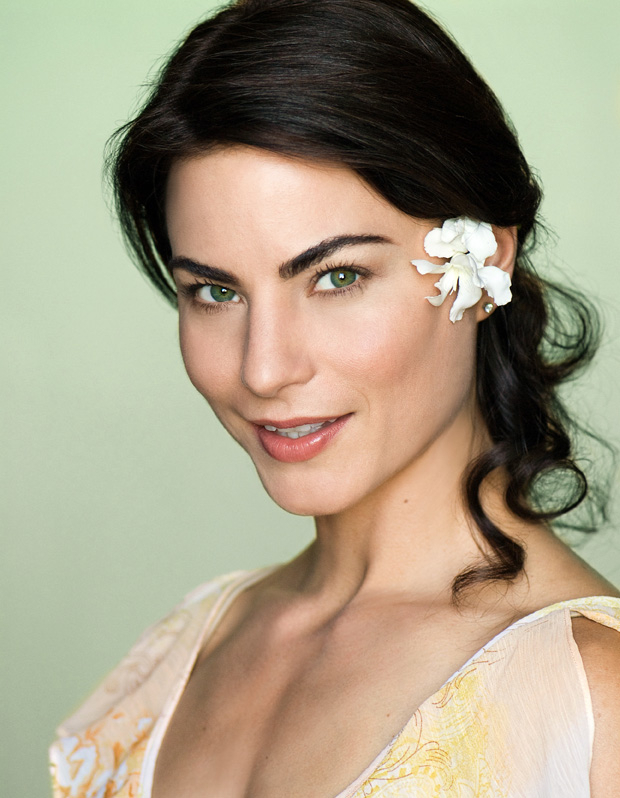
Traci Dinwiddie

Traci Dinwiddie (* 22. Dezember 1973 in Anchorage, Alaska) ist eine US-amerikanische Schauspielerin.

## Karriere
Dinwiddie gab 1998 im Fernsehfilm Lautlose Invasion ihr Filmdebüt. In der Teeniekomödie Summer Catch (2001) spielte sie die Rolle der Lauren Hodges. In der Literaturverfilmung Wie ein einziger Tag (2004) mimte sie die Rolle der Veronica. Im Thriller Mr. Brooks – Der Mörder in Dir (2007) verkörperte sie die Rolle der Sarah Leaves. In der US-Mysteryserie Supernatural agierte sie von 2008 bis 2010 als Pamela Barnes.

## Filmografie (Auswahl)
- 1998: Lautlose Invasion (Target Earth, Fernsehfilm)
- 1998–1999: Dawson’s Creek (Fernsehserie, zwei Episoden)
- 2001: Summer Catch
- 2001: Ritter Jamal – Eine schwarze Komödie (Black Knight)
- 2004: Wie ein einziger Tag (The Notebook)
- 2005: Durch den Tod versöhnt (End of the Spear)
- 2005: The Pigs
- 2005: RedMeansGo
- 2006: Find Love
- 2006: Forgiven
- 2007: Mr. Brooks – Der Mörder in Dir (Mr. Brooks)
- 2007: The Anatolian
- 2008: The 27 Club
- 2008–2010: Supernatural (Fernsehserie, 4 Episoden)
- 2009: 90210 (Fernsehserie, eine Episode)
- 2010: Elektra Luxx
- 2010: Elena Undone
- 2011: To Get Her
- 2015: Raven’s Touch
- 2017–2018: The Walking Dead (Fernsehserie, 12 Episoden)